# Spoorlijn Malmö - Tomelilla
De spoorlijn Malmö - Tomelilla is een Zweedse spoorlijn van de voormalige spoorwegmaatschappij Malmö - Tomelilla Järnväg (afgekort: MöToJ) gelegen in de provincie Skåne.

## Geschiedenis
De Malmö - Tomelilla Järnväg (MöToJ) heeft het traject van Malmö naar Tomelilla in fasen aangelegd:
- het traject tussen Malmö en Dalby werd in 1892 geopend
- het traject tussen Dalby en Tomelilla werd in 1893 geopend

De MöToJ kocht in 1896 de Simrishamn - Tomelilla Järnväg (STJ) en veranderde de naam in Malmö - Simrishamns Järnväg (MSJ).
Door deze fusie ontstond de Simrishamnsbanan die tussen de kuststeden Malmö en Simrishamn liep.

## Bedrijfsvoering
In 1891 gingen de Malmö - Billesholms Järnväg (MBJ) en de Malmö - Trelleborgs Järnväg (MTJ) een samenwerkings overeengekomen onder de naam Malmö Järnväg (afgekort: MJ) voor het voeren van een gemeenschappelijke administratie.
De Malmö Järnväg (MJ) werd in 1891 opgericht als voortzetting van het samenwerkingsverband en de bedrijfsvoering uitvoerde bij de volgende onafhankelijke spoorwegonderneming:
- Malmö - Trelleborgs Järnväg (MTJ)
- Malmö - Billesholms Järnväg (MBJ)
- Trelleborg - Rydsgård Järnväg (TRJ)
- Malmö - Tomelilla Järnväg (MöToJ)
  - Malmö - Simmrischamn Järnväg (MSJ)
- Malmö - Kontinentens Järnväg (MKJ)
- Västra Klagstorp - Tygelsjö Järnväg (KTJ)
- Hvellinge - Skanör - Falsterbo Järnväg (HSFJ)

## Treindiensten

### SJ
Er waren rechtstreekse treinen van Malmö naar Simrishamn die onder de naam Bornholmsexpressen aansluiting gaven aan de veerboot naar Bornholm.
De Statens Järnvägar verzorgde het personenvervoer op dit traject met traject met Pendeltåg stoptreinen. De treindienst werd uitgevoerd met treinstellen van het type Y 3.
- 266: Malmö C - Dalby - Sjöbo - Simrishamn

## Aansluitingen
In de volgende plaatsen was of is er een aansluiting van de volgende spoorwegmaatschappijen:

### Tomelilla
- Malmö - Tomelilla Järnväg (MöToJ) spoorlijn tussen Malmö en Tomelilla
- Simrishamn - Tomelilla Järnväg (STJ) spoorlijn tussen Simrishamn en Tomelilla
  - Malmö - Simmrischamn Järnväg (MSJ) spoorlijn tussen Malmö en Simmrischamn
- Ystad - Eslövs Järnväg (YEJ) spoorlijn tussen Ystad en Eslöv
- Ystad - Brösarps Järnväg (YBJ) spoorlijn tussen Ystad en Brösarp

### Sjöbo
- Malmö - Tomelilla Järnväg (MöToJ) spoorlijn tussen Malmö en Tomelilla
  - Malmö - Simmrischamn Järnväg (MSJ) spoorlijn tussen Malmö en Simmrischamn
- Kävlinge - Sjöbo Järnväg (KSJ) spoorlijn tussen r Kävlinge en Sjöbo

### Dalby
- Malmö - Tomelilla Järnväg (MöToJ) spoorlijn tussen Malmö en Tomelilla
  - Malmö - Simmrischamn Järnväg (MSJ) spoorlijn tussen Malmö en Simmrischamn
  - Malmö - Simmrischamn Järnväg (MSJ) spoorlijn tussen Dalby en Harlösa naar Bjärsjölagård

### Staffanstorp
- Malmö - Tomelilla Järnväg (MöToJ) spoorlijn tussen Malmö en Tomelilla
  - Malmö - Simmrischamn Järnväg (MSJ) spoorlijn tussen Malmö en Simmrischamn
- Landskrona - Lund - Trelleborg Järnväg (LLTJ) spoorlijn tussen Landskrona en Lund naar Trelleborg

### Malmö
In Malmö waren vier stations voor lokale en interlokale treinen.

### Malmö Centraal

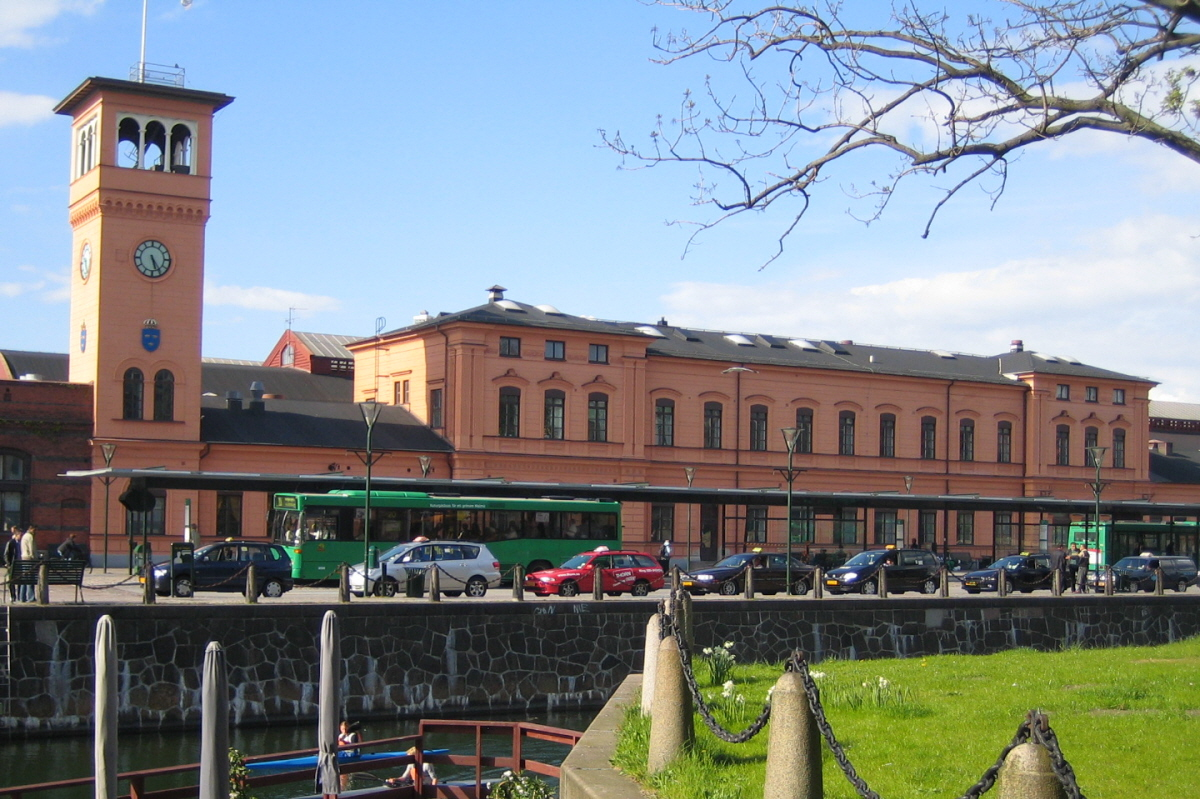
Malmö Centraalstation

Het station Malmö Central is gelegen aan de Skeppsbron was het beginpunt van de SJ spoorlijn over Lund en Falköping naar Stockholm en na 1896 de en de spoorlijn over Lund C naar Göteborg C rijden.
De architect van dit station was Folke Zettervall werd in 1856 geopend. Het station was aan de buitenzijde van de stad bij de veerhaven gevestigd.
Op 14 december 1866 werd het gebouw door een brand voor het grootste deel vernietigd. Deze werden in 1872 hersteld. Het station kreeg in 1926 de officieel naam Malmö Central
- Södra stambanan spoorlijn tussen Falköping C en Malmö C
- Malmö - Billesholms Järnväg (MBJ) treinen uit Billesholm

De (MBJ) werd in 1896 door de staat genationaliseerd en de bedrijfsvoering over gedragen aan de SJ. Het traject was onderdeel van de historische Västkustbanan route.
- Kopenhagen H - Malmö C spoorlijn tussen Kopenhagen H en Malmö C
- Citytunnel Malmö tunnelspoorlijn langs het cenrtum van Malmö

De langeafstandstreinen worden in hoofdzaak uitgevoerd door X 2000 treindiensten van Malmö C door soms via Göteborg C naar Stockholm C rijden.
Ook is er de mogelijkheid om over te stappen Pågatågen personentreinen die geëxploiteerd worden door Skånetrafiken volgende lijnen:
- Spoorlijn Malmö C - Ystad - Simrishamn
- Malmö C - Landskrona - Helsingborg - Ängelholm
- Malmö C - Teckomatorp - Helsingborg
- Malmö C - Lund C
- Malmö C - Höör

#### Malmö Östervärn
Het station Malmö Östervärn (vroeger Lundavägen) was het eindpunt voor de volgende trajecten:
- Malmö - Tomelilla Järnväg (MöToJ)
  - Malmö - Simmrischamn Järnväg (MSJ)
- Malmö - Genarp Järnväg (MGJ) spoorlijn uit Genarp
- Malmö - Kontinentens Järnväg (MKJ) spoorlijn uit Trelleborg

Tegenwoordig is het een halte op het traject van de Skånetrafiken naar Ystad en Simrishamn

#### Malmö Västra

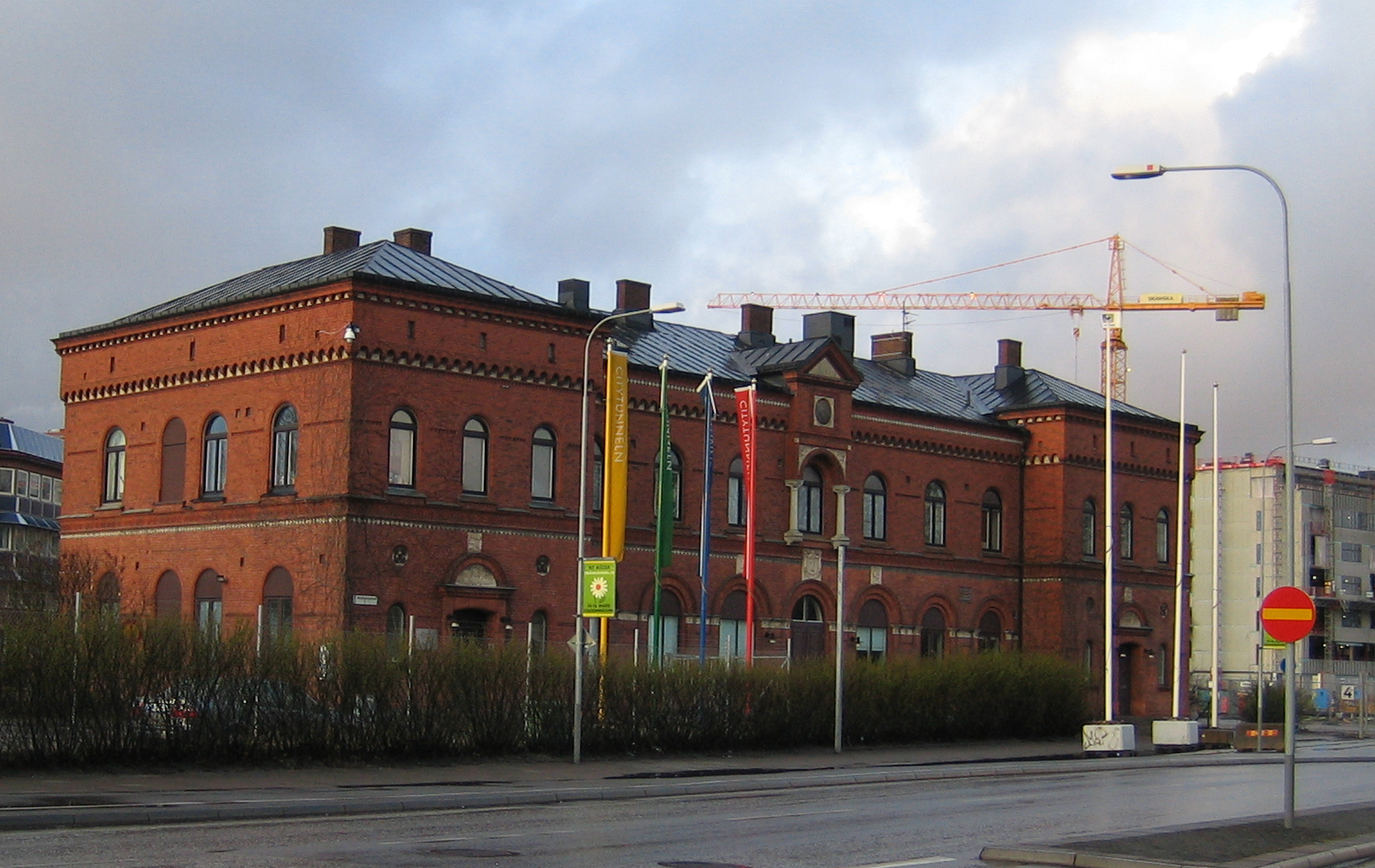
Malmö Västra

Het station Malmö Västra is gebouwd in 1874 voor de Malmö-Ystads Järnväg (MYJ) naar Ystad en vanaf 1886 ook gebruikt door de Malmö-Trelleborgs Järnväg (MTJ) naar Trelleborg was gevestigd aan de Bagers Plats. De treindiensten van de MYJ en de MTJ werden in 1955 opgeheven en werd het station Södervärn het beginpunt van deze lijnen. Het station is momenteel in gebruik als kantoor voor de Citytunnelprojektet.
Het station moet niet verwisseld worden met het Malmö-Limhamns Järnväg (MLJ) station.
Het station Malmö Västra was het eindpunt voor de volgende trajecten:
- Malmö - Ystads Järnväg (MYJ) spoorlijn uit Ystad
- Malmö - Trelleborgs Järnväg (MTJ) spoorlijn uit Trelleborg

#### Malmö MLJ
Het Malmö-Limhamns Järnväg (MLJ) station naar Limhamn was gelegen aan de Bassängkajen. Dit station is in 1960 afgebroken.
Het station Malmö MLJ was het eindpunt voor het traject:
- Malmö - Limhamns Järnväg (MLJ) spoorlijn uit Limhamns

## Genationaliseerd
De (MBJ) werd in 1896 door de staat genationaliseerd en de bedrijfsvoering over gedragen aan de SJ.
De (MKJ) werd in 1906 door de staat genationaliseerd en de bedrijfsvoering over gedragen aan de SJ.
Het samenwerkingsverband en de overige ondernemingen werden op 1 juli 1943 door de staat genationaliseerd en de bedrijfsvoering over gedragen aan de SJ.

## Elektrische tractie
Het traject is niet geëlektrificeerd.